# Судуреу
Судуреу (рум. Sudurău) — село у повіті Сату-Маре в Румунії. Входить до складу комуни Сантеу.
Село розташоване на відстані 444 км на північний захід від Бухареста, 43 км на південний захід від Сату-Маре, 120 км на північний захід від Клуж-Напоки.

## Населення
За даними перепису населення 2002 року у селі проживали 202 особи.
Національний склад населення села:
| Національність | Кількість осіб | Відсоток |
| -------------- | -------------- | -------- |
| румуни         | 105            | 52,0%    |
| угорці         | 50             | 24,8%    |
| цигани         | 47             | 23,3%    |

Рідною мовою назвали:
| Мова      | Кількість осіб | Відсоток |
| --------- | -------------- | -------- |
| румунська | 109            | 54,0%    |
| угорська  | 93             | 46,0%    |